# Раскатов, Владимир Сергеевич
Владимир Сергеевич Раскатов (23 октября 1957, Запорожье, Украинская ССР — 11 января 2014, Кишинёв, Молдавия) — советский пловец, призёр Олимпийских игр, заслуженный мастер спорта СССР (1976).

## Спортивная карьера
На Олимпиаде в Монреале Владимир Раскатов вместе с Андреем Крыловым, Андреем Богдановым и Сергеем Копляковым завоевал серебряную медаль в эстафете 4×200, уступив лишь сборной США, которая установила мировой рекорд. В индивидуальных соревнованиях он выиграл бронзу на дистанции 400 м вольным стилем.
В 1977 году на Чемпионате Европы Владимир стал чемпионом в эстафете 4×200 м вольным стилем.
В чемпионатах СССР он завоевал 3 серебряные медали (1977 — 400 м, 1976 и 1978 года в эстафете 4×200 м) и 3 бронзы (1977 — 200 м, 1978 — 400 м, 1979 — эстафета 4x200 м) вольным стилем.

### Лучшие результаты
- 200 м вольным стилем — 1:52.10 (1976);
- 400 м вольным стилем — 3:55.76 (1976).

### Награды
Награждён Орденом Трудового Красного Знамени.